# آنتونیا برناث
آنتونیا برناث (انگلیسی: Antonia Bernath؛ زادهٔ ۱۹۸۱ میلادی) بازیگر اهل بریتانیا است. او در سن ۱۱ سالگی به دنبال درگذشت مادرش بر اثر سرطان نزد مادربزرگش رفت و از سن ۱۳ سالگی تحت قمومیت او درآمد.
از فیلم‌ها یا برنامه‌های تلویزیونی که وی در آن نقش داشته‌است، می‌توان به کوکو، کیسنا: شاعر جنگجو، سنت ترینیان و دانتون ابی اشاره کرد.